# Брефаро (Потенца)
Брефаро (итал. Brefaro) је насеље у Италији у округу Потенца, региону Базиликата.
Према процени из 2011. у насељу је живело 183 становника. Насеље се налази на надморској висини од 553 м.